# 米田奈良吉

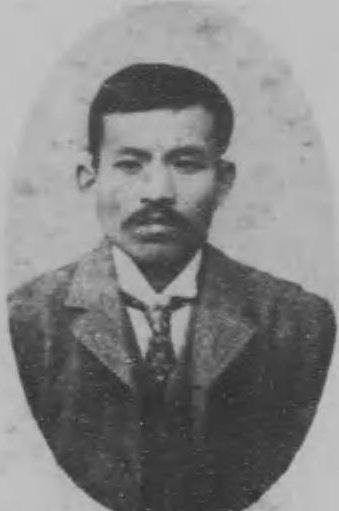
米田奈良吉

米田 奈良吉（よねだ ならきち、1875年（明治8年）8月5日 – 1938年（昭和13年）12月16日）は、逓信官僚。

## 経歴
奈良県出身。1901年（明治34年）に東京帝国大学法科大学を卒業後、同大学院で学び、1902年高等文官試験に合格した。逓信省通信書記、通信事務官、一等郵便局長、長野郵便局長、逓信管理局事務官、関東都督府事務官、逓信省参事官、九州逓信局長などを歴任した。1924年（大正13年）、逓信次官に就任した。
退官後、第15回衆議院議員総選挙に出馬したが、当選を果たせなかった。
その後、逓信協会会長を務めた。

## 栄典
- 1920年（大正9年）11月1日 - 旭日中綬章[4]

## 親族
- 兄：米田実[1]（衆議院議員、弁護士）
- 甥：米田冨士雄（日本船主協会理事長、海運振興会々長）
- 甥･配偶者：米田治子（陸軍大将秋山好古の四女）